# Erol Iba
Erol Iba (Jayapura, Indonesia, 6 de agosto de 1979) es un exfutbolista de Indonesia que jugaba en las posiciones de defensa y extremo. Actualmente es entrenador asistente del Persipura Jayapura de la Liga 1 de Indonesia.

## Carrera

### Club
| Periodo   | Club                    |
| --------- | ----------------------- |
| 1998–2002 | Semen Padang            |
| 2002–2004 | PSPS Pekanbaru          |
| 2004–2006 | Arema Malang            |
| 2006–2008 | Persik Kediri           |
| 2008–2009 | Pelita Jaya             |
| 2009–2010 | Persipura Jayapura      |
| 2010–2012 | Persebaya Surabaya      |
| 2012–2013 | Persegres Gresik United |
| 2013–2014 | Sriwijaya FC            |
| 2014–2015 | Persepam Madura Utama   |

### Selección nacional
Jugó para Indonesia en 17 ocasiones de 2006 a 2009 y jugó la Copa Asiática 2007.

## Logros
- Piala Indonesia (2): 2005, 2006